# Río Lluta
Der Río Lluta ist ein Fluss in der Atacamawüste in Chile. Er ist der nördlichste der großen transversalen Flüsse Chiles die ihren Ursprung in den Anden haben und in den Pazifik münden. Er hat ein Wassereinzugsgebiet von 3378 km2 und über seine Länge von 147 km führt er ganzjährig Wasser durch die Niederschläge im Gebirge. In dem von extrem ariden Klima geprägten Gebiet kann dadurch zumindest im küstennahen Flusstal auf bis zu 2 % der Fläche Landwirtschaft betrieben werden. Die ausgedehnte Mündung bei der Hafenstadt Arica bildet ein Feuchtgebiet, das ein Lebensraum für viele Wasservögel ist.

## Beschreibung

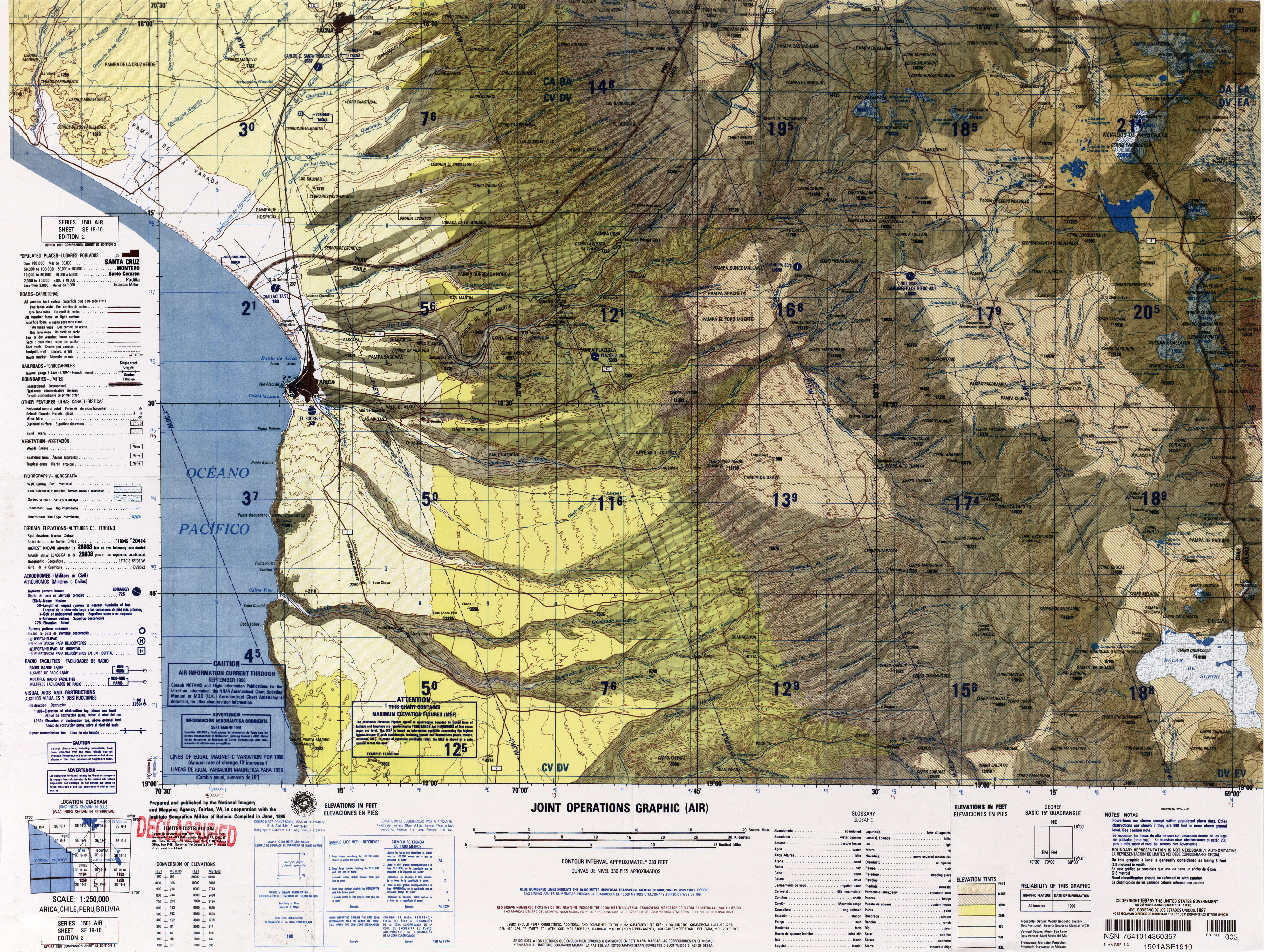
Regionalkarte mit Río Lluta

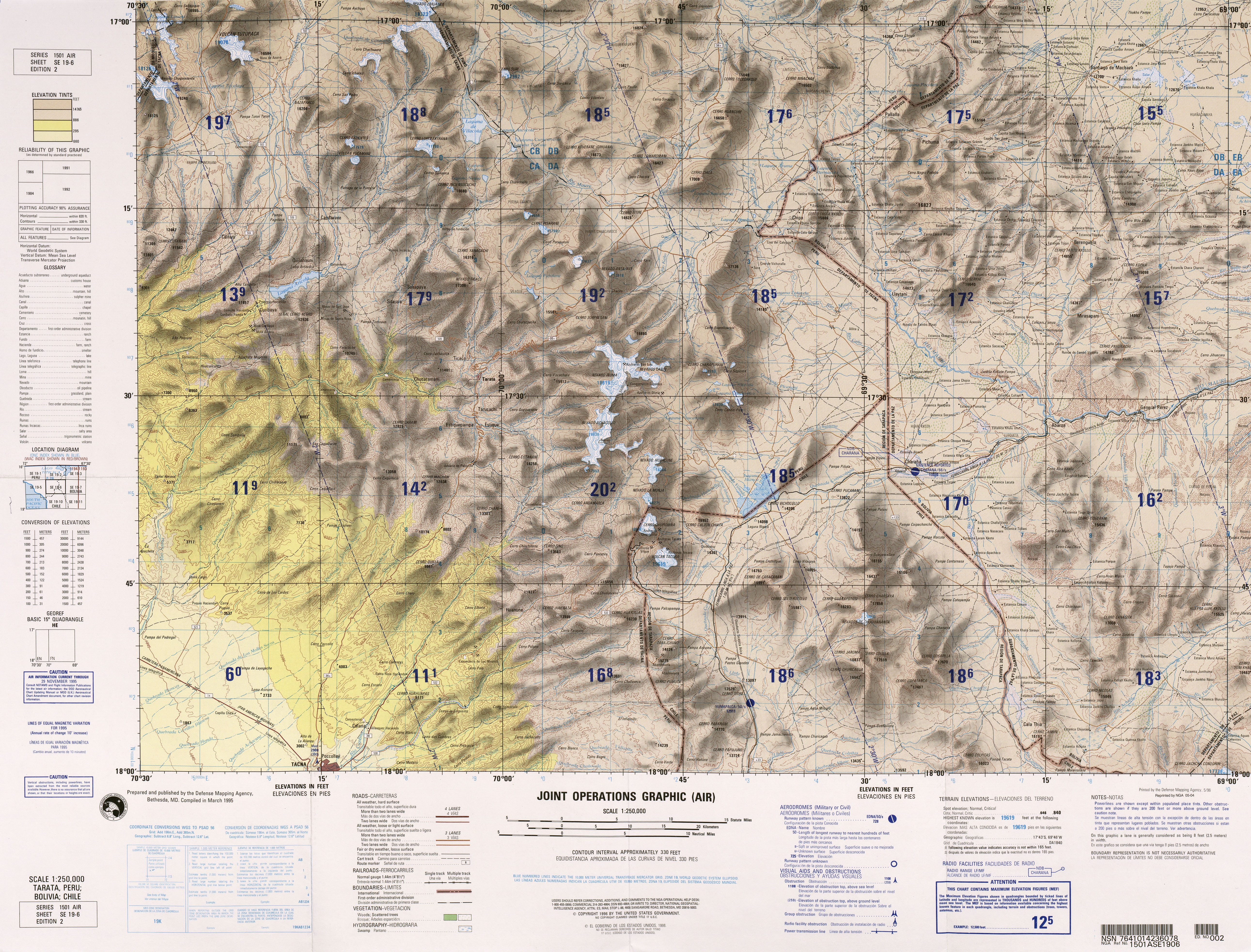
Regionalkarte mit oberem Wassereinzugsgebiet des Río Lluta

Der Río Lluta und sein Wassereinzugsgebiet liegen in der nördlichen Atacamawüste in der Región de Arica y Parinacota in Chile, nahe zur Grenze mit Peru und Bolivien. Ein kleiner Teil des Einzugsgebietes befindet sich in Peru. Der Río Lluta ist der nördlichste von fünf großen transversalen Flüssen in der Región de Arica y Parinacota die ihren Ursprung in den Anden haben und in den Südostpazifik münden.
Das Einzugsgebiet zeichnet sich durch einen extremen Mangel an Niederschlägen aus. Unterhalb von 2000 m Höhe gibt es fast keine Niederschläge. Die mittleren jährlichen Niederschlagshöhen erreichen erst ab 900 m Höhe über dem Meer einen Wert von 0,4 mm. Sie nehmen zu den höher liegenden Zonen hin sukzessive zu und erreichen bei 3500 m Höhe über dem Meer maximal 238 mm. Die meisten Niederschläge fallen in den Monaten Dezember bis März, während des Südsommers, der dort auch als bolivianischer Winter bzw. Altiplanowinter bezeichnet wird. Mit den Niederschlägen in den Anden kann der Río Lluta saisonal schwankend ganzjährig Wasser führen. Im Zentraltal, also zwischen der Küstenzone und den Anden, wurde ein Abfluss von 1,44 m³/s bis 2,35 m³/s gemessen.
Es geht viel Wasser durch starke Verdunstung verloren, bei Raten die mit durchschnittlich 2081 mm/a höher sind als in den benachbarten Einzugsgebieten. Durch den Wassermangel ist ein Drittel des 3378 km2 großen Einzugsgebiets ohne jegliche Vegetation. Fast die Hälfte der entlegenen Gegend ist statistisch kaum erfasst und hat, wenn überhaupt nur wenig Vegetation. 15 % des Einzugsgebiets besteht aus Steppe. Landwirtschaft kann nur auf 2 % des Gebiets im unteren Flusstal betrieben werden. Und von dieser Fläche werden, wegen der für eine Gesamtbewässerung nicht ausreichenden Wassermenge, lediglich rund ein Drittel tatsächlich genutzt. Angebaut werden Mais, Alfalfa und einige Gemüsearten.
Der Río Lluta hat seinen Ursprung im Zusammenfluss des Río Caracarani mit dem Río Azufre, in 3984 m Höhe, in der Nähe der Ortschaft Humapalca (17° 50′ S, 69° 42′ W). Der Río Caracarani hat sein Quellgebiet an der peruanischen Grenze. Er erhält seine Zuflüsse aus einem 267 km2 großen Gebiet von der östlichen und nördlichen Seite des Vulkan Tacora. Er liefert einen variablen Wasserbeitrag von 255 l/s bis 640 l/s mit einem Durchschnitt von 400 l/s. Der Río Azufre entsteht aus dem Wasser schwefelhaltiger Thermalquellen (17° 43′ S, 69° 49′ W) an den Westhängen des Vulkan Tacora und ist etwa 20 km lang mit einem Abfluss von 45–245 l/s. Sein mit pH 3 bis pH 1,9 extrem saures Wasser, mit hohem Salzgehalt und mit einer hohen Arsen- und Borkonzentration, wird durch einen Kanal zu Evaporationsbecken abgeleitet, um die Kontamination des Río Lluta zu vermindern. Diese Maßnahme ermöglichte es, dass weiter flussabwärts Landwirtschaft betrieben werden kann.
Der Río Lluta fließt ab dem Zusammenfluss zunächst von Norden nach Süden. Nach 16 km vertieft sich das Flussbett und bildet eine beeindruckende Schlucht, die bis zu 300 m Tiefe erreicht. Nach 26 km mündet der Río Allane ein und verdoppelt die Wassermenge. Dort beginnt sich die Schlucht zu weiten. Nach 54 km mündet der Río Putre ein. Auf den folgenden 10 km wendet sich der Río Lluta nach Westen in Richtung Meer, durch eine Schlucht mit kleinen Wasserfällen und großen abgerundeten Felsen im Flussbett. In diesem Abschnitt mündet der Río Socoroma ein. Auf halber Strecke zur noch rund 75 km entfernten Mündung entfernt, in der Nähe der Ortschaft Chironta, beginnt das sich verbreiternde Flusstal sein Gefälle zu vermindern. Ab dort wird Landwirtschaft im Flusstal betrieben.
Die Mündung des Río Lluta in den Pazifik liegt nördlich der Stadt Arica im Sektor Chacalluta, in der Nähe des Flughafens. Sie dehnt sich über 171 ha aus. Das dadurch entstehende Küstenfeuchtgebiet ist das wichtigste seiner Art in der Region mit ausgedehnter Vegetation und vielen Wasservögeln, darunter auch Zugvögel.

## Politische Situation
Die Gebiete um Arica und Antofagasta gehörten nach der Unabhängigkeit von Spanien zunächst zu den neu entstandenen Staaten Peru und Bolivien und fielen später durch den Pazifikkrieg (1879–1884) an Chile. Fast das ganze Einzugsgebiet des Río Lluta wurde von Peru an Chile abgetreten. Bolivien wurde durch den Gebietsverlust bei Antofagasta zu einem Binnenstaat ohne eigenen Zugang zum Meer. Trotz eines abschließenden Friedensvertrags, der 1904 zwischen Chile und Bolivien in gegenseitigem Einvernehmen geschlossen wurde, keimte in Bolivien bald ein Revisionismus auf, der bis in die Gegenwart eine schwierige und oft sehr angespannte politische Situation zwischen den beiden Ländern verursacht. In den 1970er Jahren, als beide Länder durch Militärdiktaturen regiert wurden, wurde von chilenischer Seite angeboten, einen zirka 10 km breiten Gebietsstreifen entlang der Grenze mit Peru an Bolivien abzutreten, um endgültig Frieden zu schaffen. Dieser Streifen hätte den Río Lluta zu einem Grenzfluss mit Bolivien werden lassen. Der Vorschlag wurde nicht umgesetzt, weil Bolivien keine Kompensation dafür geben wollte und weil auch Peru in dieser Angelegenheit Ansprüche stellte. Später verwarf die Regierung Chiles diesen Vorschlag wieder. Zuletzt hat Bolivien 2015 erfolglos versucht, einen Anspruch auf einen solchen souveränen Zugang zum Meer über den Internationalen Gerichtshof in Den Haag durchzusetzen.